# أمبليون (آن)
أمبليون (بالفرنسية: Ambléon)‏ هي بلدية فرنسية تقع في إقليم آن في فرنسا. رمز إنسي لها هو:1006. أما الرمز البريدي لها فهو: 1300.